# Best Off Skyranger

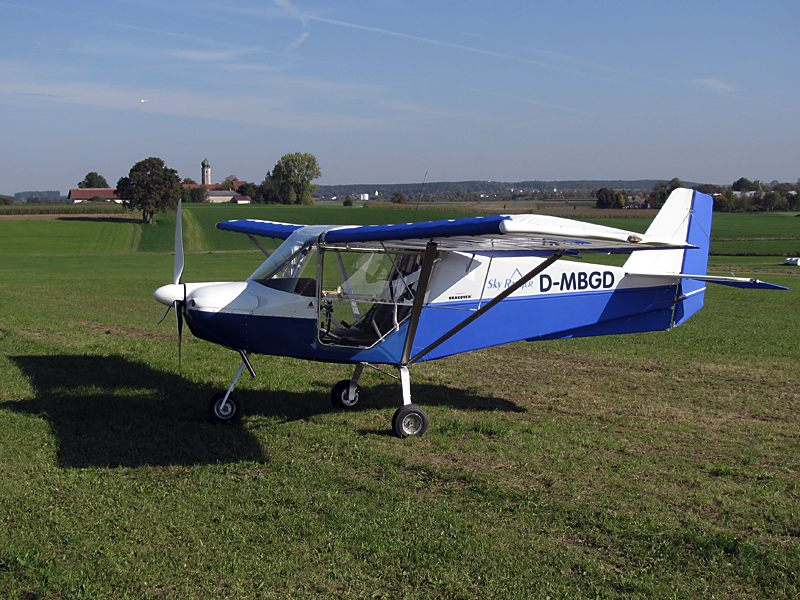
Skyranger Swift mit ROTAX 912UL

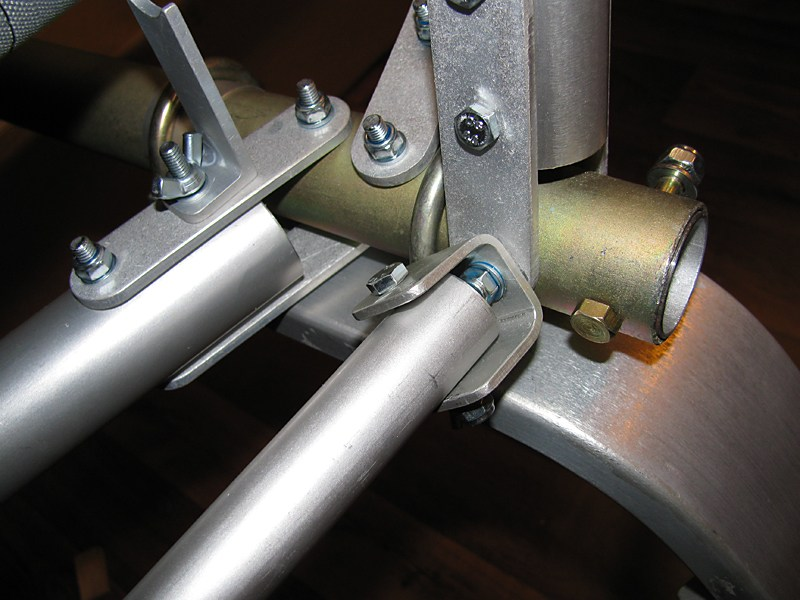
Die Leichtmetallrohre der Flugzeugstruktur sind verschraubt

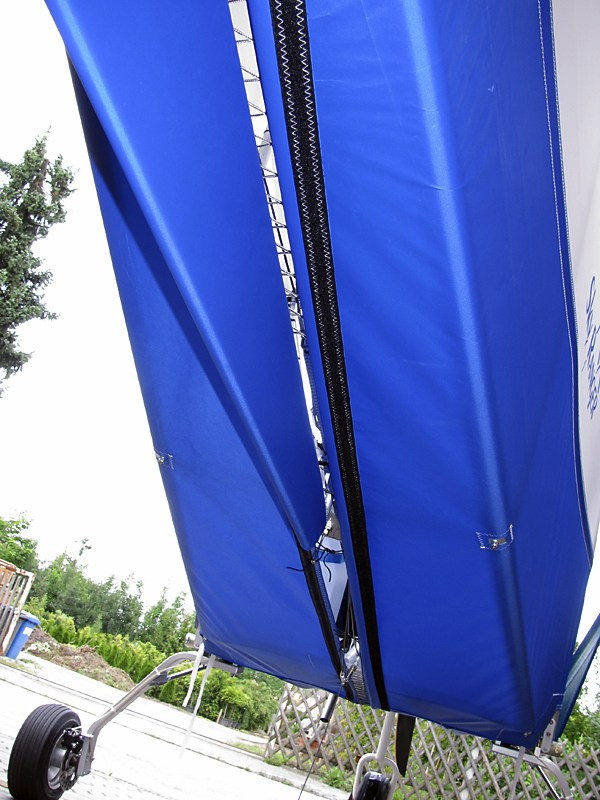
Die vorgenähte Stoffbespannung wird über die Gitterstruktur gespannt

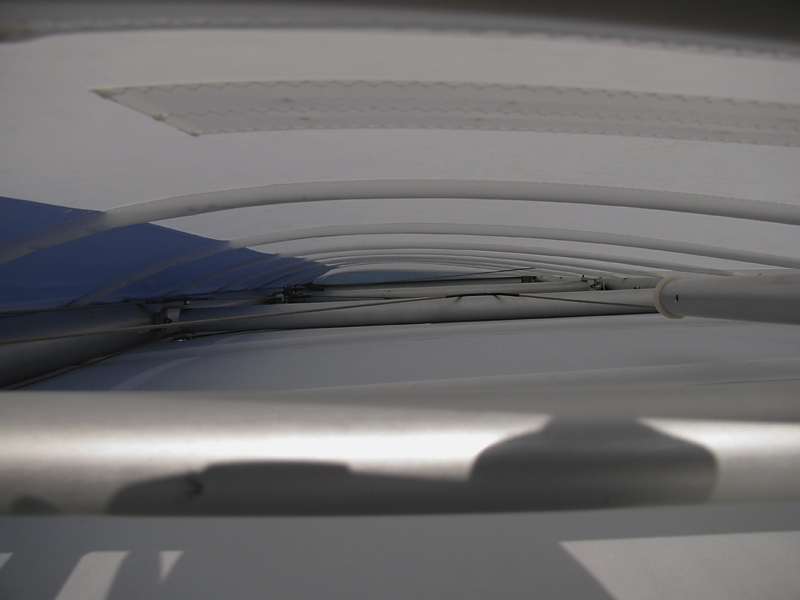
Innenansicht der Tragfläche

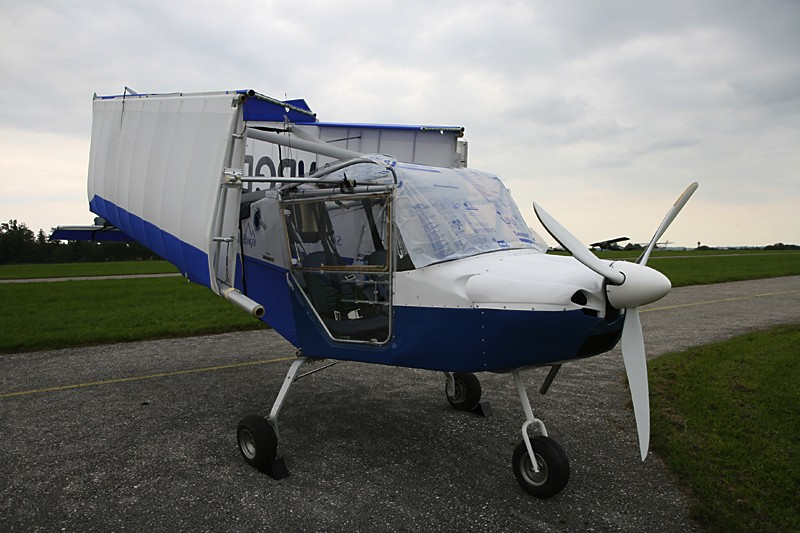
Die Tragflächen können zum Hangarieren angeklappt werden

Der Best Off Skyranger ist ein Ultraleichtflugzeug des französischen Herstellers Best Off Aircraft.

## Geschichte
Der Best Off Skyranger wurde in den 1990er Jahren in Toulouse vom französischen Konstrukteur Philippe Prevot entworfen. Zwischen 1994 und 1998 wurden etwa 200 Exemplare dieses Flugzeuges von der Firma Synairgie in Lizenz gefertigt. Heute wird das als Bausatz verkaufte Flugzeug vom Hersteller Best Off vertrieben, wobei die Teile überwiegend von der ukrainischen Firma AEROS gebaut werden. Er wird heute in den Versionen Swift, V Max und V Fun produziert, die sich unter anderem in der Spannweite der Flügel und der Motorisierung unterscheiden.
Spätere Baureihen des Flugzeuges haben ein vergrößertes Seitenruder und eine zusätzliche Stabilisierungsflosse unter dem Rumpf. Die jüngste Version des Skyrangers, der Nynja, verfügt über eine Reihe aerodynamischer Verfeinerungen, ein modernisiertes Cockpit und abgerundete Kunststoffverkleidungen im Rumpfbereich.

Sowohl Skyranger als auch Nynja werden in Brasilien durch Aerobravo Indústria Aeronáutica Ltda in Lizenz gefertigt. Zudem werden Skyranger bei SkyRanger Aircraft in den USA (als Bausätze), Aeros Ltd in der Ukraine und etwa 150 Exemplare bei Synairgiein in Frankreich in Lizenz gefertigt.

## Konstruktion
Der Best Off Skyranger ist ein Hochdecker mit einem Rumpf, der einen rechteckigen Querschnitt aufweist und in Gitterrohrbauweise ausgeführt ist. Zum Aufbau werden fast ausschließlich gerade Aluminiumrohre aus Legierungen 2017T3 und 2024T3 verwendet, die mittels gesicherter Schraubenverbindungen montiert werden. Durch diese Bauweise wird eine reproduzierbare Herstellungsqualität auch unter den Bedingungen des Amateurbaus erreicht. Die Stoffbespannung besteht aus Dacron oder wahlweise X-LAM. Das Gewebe ist vom Hersteller vorgenäht und wird nach Fertigstellung der Rohrstruktur montiert und gespannt.
Die Tragfläche besteht aus einem Rohrgitterrahmen. Das Tragflächenprofil wird durch Formlatten hergestellt, die in Stofftaschen in der Bespannung eingeschoben werden. Die Eigenschaften dieses für dreiachsgesteuerte Flugzeuge ungewöhnlichen Profils wurden 1994 in Toulouse im Windkanal vermessen. Zum platzsparenden Hangarieren können die Tragflächen optional angeklappt werden. Die Leitwerke sind unprofiliert und mit Stahlseilen verspannt. Die Ruder sind nicht ausgeglichen und werden über Seilzüge betätigt. Die Querruder sind differenziert. Zur Steuerung kommt ein zwischen den beiden Sitzen montierter Steuerknüppel zum Einsatz.
Das Flugzeug verfügt über Landeklappen, die manuell in drei Stellungen (0°, 10° und 20°) verstellt werden können. Als Antrieb kommt je nach Version ein Rotax 503, Rotax 582, Rotax 912 oder auch Jabiru 80cv zum Einsatz, wobei nicht alle diese Motorisierungen auch in Deutschland zugelassen sind. Der Skyranger ist zum Schleppen von Segelflugzeugen oder Bannern zugelassen.

## Technische Daten
| Kenngröße                          | Daten Skyranger Swift           | Daten Skyranger                        |
| ---------------------------------- | ------------------------------- | -------------------------------------- |
| Besatzung                          | 1                               | 1                                      |
| Passagiere                         | 1                               | 1                                      |
| Länge                              | 5,72 m                          | 5,72 m                                 |
| Spannweite                         | 8,50 m                          | 9,50 m                                 |
| Höhe                               | 2,27 m                          | 2,27 m                                 |
| Flügelfläche                       | 12,80 m²                        | 14,27 m²                               |
| Flügelstreckung                    | 5,6                             | 6,3                                    |
| Leermasse                          | 250–275 kg je nach Ausstattung  | 263–290 kg                             |
| max. Startmasse                    | 450 kg (geplant 472,5 kg)       | 472,5 kg                               |
| Mindestgeschwindigkeit mit Klappen | 65 km/h                         | 65 km/h                                |
| Reisegeschwindigkeit               | 140 km/h                        | 140 km/h                               |
| Höchstgeschwindigkeit              | 199 km/h                        | 193 km/h                               |
| Reichweite                         | 500 km                          | 500 km                                 |
| Triebwerke                         | ein Rotax 912 UL; 80 PS (59 kW) | ein Rotax 912 UL / ULS; 100 PS (74 kW) |
| Gerätekennblatt                    | DULV 757-09 1                   | DULV 560/04-1 2                        |

## Sportliche Erfolge
Mit dem Skyranger wurden eine Reihe nationaler und internationaler Wettbewerbserfolge errungen.
- 2010 Silbermedaille bei der FAI-Europameisterschaft (David Brown)[5]
- 2008 FAI-Europameisterschaft (Paul Dewurst)
- 2007 FAI Weltmeisterschaft (Paul Dewurst)[6]
- 2006 FAI-Europameisterschaft (Paul Dewurst)
- 2005 FAI Weltmeisterschaft (Paul Dewurst)[7]
- 2004 Silbermedaille bei der FAI-Europameisterschaft
- 2003 FAI Weltmeisterschaft (Paul Dewurst)[8]
- 2002 Silbermedaille bei der FAI-Europameisterschaft (P. Dewurst)
- 1999 FAI Weltmeisterschaft
- 1996 FAI Weltmeisterschaft